# 戈特弗里德·冯·帕本海姆

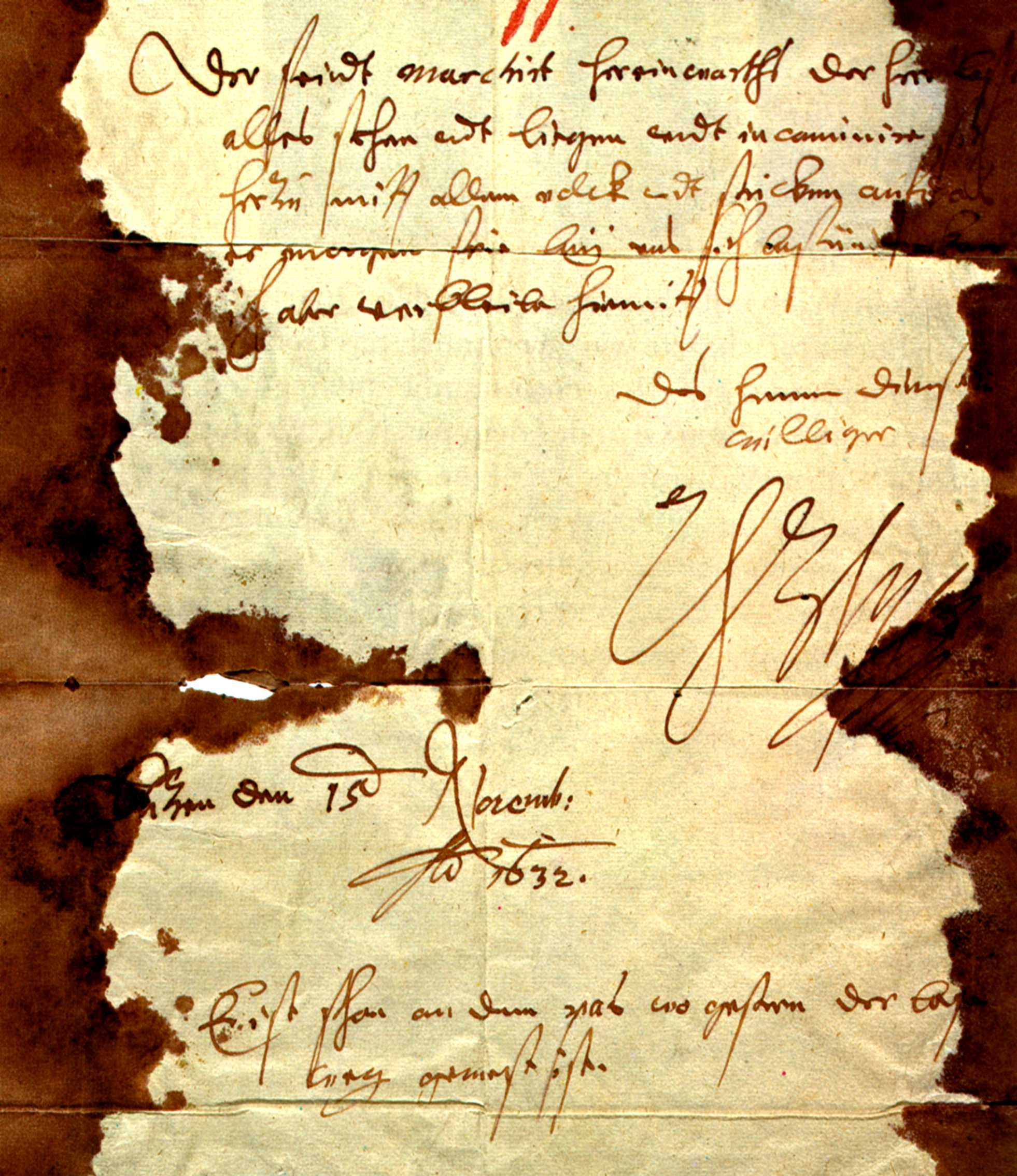
华伦斯坦请求帮助的信

戈特弗里德·海因里希·冯·巴本海姆伯爵（德語：Gottfried Heinrich Graf von Pappenheim，1594年5月29日—1632年11月17日），三十年战争的神圣罗马帝国陆军元帅和骑兵司令官。
帕本海姆出身于巴伐利亚阿尔特米尔河巴本海姆的天主教徒，原习法律，后投笔从戎，在巴伐利亚的马克西米连一世统率的天主教联盟军队中服役，在吕岑战役中陣亡。
帕彭海姆因个人大胆、忠诚以及军事上的不可预测性出名，他还因发明齿轮泵而受到赞誉。
本条目包含来自公有领域出版物的文本: Chisholm, Hugh (编).  (第11版). London: Cambridge University Press. 1911.
1. ↑  F. Paturi; Chronik der Technik 1988. S. 119: